# Trójka Tour
Trójka Tour – trasa koncertowa Gaby Kulki, Czesława Mozila i zespołu Dick4Dick. Odbyła się w 2009 roku i obejmowała 18 koncertów w całej Polsce. Zorganizowała ją wytwórnia Mystic Production, z którą wszyscy wymienieni artyści są związani. Wydarzeniu patronował m.in. Program Trzeci Polskiego Radia.

## Daty koncertów
| Data              | Miasto        | Miejsce         |
| ----------------- | ------------- | --------------- |
| 3 listopada 2009  | Warszawa      | Fabryka Trzciny |
| 4 listopada 2009  | Radom         | Strefa G2       |
| 5 listopada 2009  | Kielce        | WDK             |
| 6 listopada 2009  | Rzeszów       | Pod Palmą       |
| 7 listopada 2009  | Lublin        | Graffiti        |
| 8 listopada 2009  | Łódź          | Klub Wytwórnia  |
| 10 listopada 2009 | Kraków        | Studio          |
| 11 listopada 2009 | Katowice      | Mega Club       |
| 12 listopada 2009 | Częstochowa   | Klub Rura       |
| 13 listopada 2009 | Bielsko-Biała | Rude Boy        |
| 14 listopada 2009 | Wrocław       | Klub WZ         |
| 15 listopada 2009 | Poznań        | Eskulap         |
| 16 listopada 2009 | Toruń         | Od Nowa         |
| 18 listopada 2009 | Szczecin      | Can Can 2       |
| 19 listopada 2009 | Zielona Góra  | Kawon           |
| 20 listopada 2009 | Bydgoszcz     | Lizard King     |
| 22 listopada 2009 | Gdańsk        | Parlament       |
| 23 listopada 2009 | Białystok     | Gwint           |